# Stygobromus alabamensis
Stygobromus alabamensis är en kräftdjursart som först beskrevs av Stout 1911.  Stygobromus alabamensis ingår i släktet Stygobromus och familjen Crangonyctidae.

## Underarter
Arten delas in i följande underarter:
- S. a. alabamensis
- S. a. occidentalis